# تأثير أوزبورن

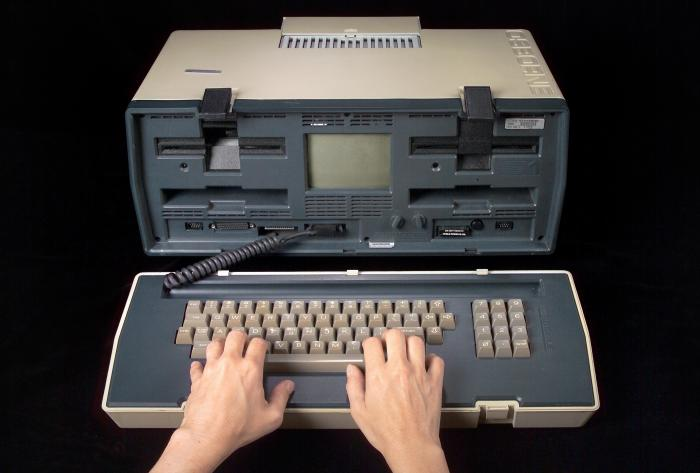
حاسب محمول، 1982

تأثير أوزبورن، مصطلح يشير إلى العواقب غير المقصودة التي تترتب على إعلان شركة عن منتجاتها المستقبلية دون إدراك المخاطر أو عندما تخطأ في التوقيت، ما يؤدي في النهاية إلى وجود تأثير سلبي على مبيعات المنتج الحالي. يحدث هذا عادةً عندما يُعلن عن المنتج قبل وقت طويل من توفره فعلياً. لذلك تأثير مباشر على العملاء، إذ بعلمهم بوجود منتج جديد سيقررون إلغاء أو تأجيل طلب المنتجات الحالية، لأنهم يدركون أن المنتج الحالي سيكون قد عفا عليه الزمن قريباً وأي تأخير في طرح المنتج الجديد سيؤثر على طلبيات العملاء ويلحق أضراراً بمصداقية الشركة وربحيتها.
وضع هذا المصطلح على اسم شركة أوزبورن للكمبيوتر، إذا استغرقت هذه الشركة أكثر من عام لطرح منتجاتها لكن في نهاية المطاف أفلست الشركة عام 1985 بسبب نقص السيولة.
يتم الإعلان مسبقاً عن المنتجات لعدة أسباب: لطمأنة العملاء الحالين أن هناك منتج مطوّر أو ذو تكلفة أقل في الطريق، لزيادة اهتمام وسائل الإعلام والمستثمرين بمستقبل الشركة، لتخويف أو إرباك المنافسين. عندما تسير أمور الإعلان المسبق على ما يرام، يكون تأثير المبيعات أو التدفق النقدي على الشركة محدود، حيث يعوّض الانخفاض في عوائد المنتج الحالي بمبيعات المنتج الجديد حالما يصبح متوفراً. ومع ذلك، عندما يحدث تأثير أوزبورن، تزيد قوائم الجرد ويجب أن تتفاعل الشركة مع أي خصومات أو تخفيضات للمنتج الحالي، وفي الحالتين تنخفض التدفعات المالية.